# Engelbert Sterckx
Engelbert Sterckx (Ophem, 2 novembre 1792 – Malines, 4 dicembre 1867) è stato un cardinale e arcivescovo cattolico belga.

## Biografia
Era il quarto figlio di Guillaume Sterckx, cospicuo proprietario terriero che era stato borgomastro di Ophem e di Barbe Leemans.
Fu arcivescovo di Malines dal 1832 al 1867.
Mentre era vicario generale di Malines fu introdotta la costituzione del Belgio, nazione appena creata. Tale costituzione si fondava sulla libertà di coscienza e non riconosceva alla Chiesa nessun privilegio speciale. Solo la sua abile esposizione riuscì a far tollerare a papa Gregorio XVI con un silenzio molto significativo, l'adesione dei fedeli a quella costituzione, contrariamente a quanto il papa aveva fatto con altre costituzioni contemporanee di altri paesi.
Papa Gregorio XVI lo elevò al rango di cardinale nel concistoro del 13 settembre 1838.
Morì il 4 dicembre 1867. Il corpo fu esposto nella cattedrale metropolitana di Mechelen, dove i funerali si svolsero il 10 dicembre e quindi fu sepolto bella stessa cattedrale.

## Genealogia episcopale e successione apostolica
La genealogia episcopale è:
- Vescovo Johannes Wolfgang von Bodman
- Vescovo Marquard Rudolf von Rodt
- Vescovo Alessandro Sigismondo di Palatinato-Neuburg
- Vescovo Johann Jakob von Mayr
- Vescovo Giuseppe Ignazio Filippo d'Assia-Darmstadt
- Arcivescovo Clemente Venceslao di Sassonia
- Arcivescovo Massimiliano d'Asburgo-Lorena
- Vescovo Kaspar Max Droste zu Vischering
- Vescovo Joseph Louis Aloise von Hommer
- Vescovo Nicolas-Alexis Ondernard
- Vescovo Jean-Joseph Delplancq
- Cardinale Engelbert Sterckx

La successione apostolica è:
- Vescovo François-René Boussen (1833)
- Vescovo Jean Arnold Barrett (1833)
- Vescovo Gaspard-Joseph Labis (1835)
- Vescovo Nicolas-Joseph Dehesselle (1836)
- Vescovo Lodewijk-Jozef Delebecque (1838)
- Cardinale Raffaele Fornari (1842)
- Vescovo Jean-Baptist Malou (1849)
- Vescovo Théodore Alexis Joseph de Montpellier (1852)
- Vescovo Jean-Joseph Faict (1864)
- Arcivescovo Auguste Van Heule, S.I. (1864)
- Vescovo Henri-François Bracq (1865)